# HD 61642
HD 61642，又名CD-38 3521，SAO 198229、HR 2955，是一颗恒星，视星等为6.19，位于銀經252.47，銀緯-8.28，其B1900.0坐标为赤經7h 35m 2.5s，赤緯-38° -8.28′ 8″。